# Otto František Babler
Otto František Babler, slovenski pesnik in prevajalec, * 26. januar 1901, Zenica, BiH, † 24. februar 1984, Olomouc, Češka.

## Življenjepis
Babler je bil slovenskega rodu, vendar je od otroških let dalje živel v Olomoucu na Češkem, kjer je postal knjižničar na univerzi in bil nekaj let lektor za srbohrvaški jezik. Prevajal je poezijo iz angleščine, francoščine, italijanščine, nemščine in ruščine ter slovenske pesnike in pisatelje v češčino in nemščino. Njegovi prevodi so izhajali večji del v časopisih in antologijah in zbornikih, nekaj prevodov pa je bilo izdanih tudi samostojno.

## Delo
Velika vsestranska izobrazba in načitanost ter pesniški dar sta dala pečat vsemu njegovemu prevajalskemu delu, od naših ljudskih pesmi (Slovenske romance a balady, 1933), pa do prevodov novejših del slovenskih avtorjev (I. Cankar, O. Župančič, A. Gradnik) in najnovejših pesnikov (C. Zlobec, S. Makarovič.